# Покрет Слобода
Покрет Слобода (словен. Gibanje Svoboda) јесте зелено-либерална политичка партија у Словенији. Предводи је Роберт Голоб.
Освојила је 41 мандата у Државном збору након парламентарних избора 2022. године.